# 종파주의

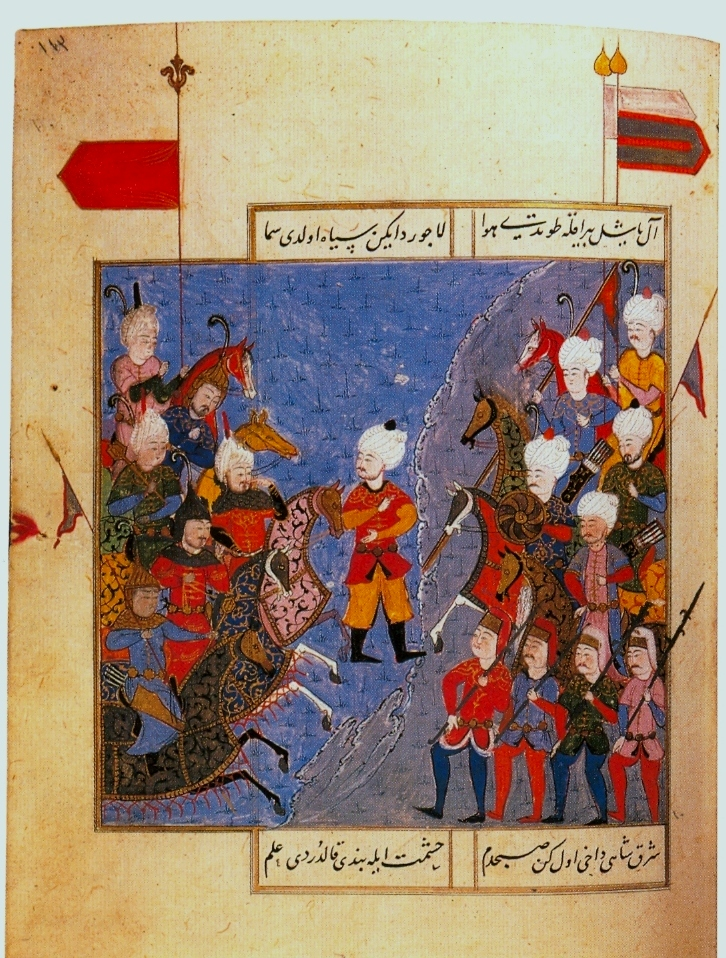
수니파 오스만 제국과 시아파 사파비 제국이 맞붙은 찰디란 전투.

종파주의(宗派主義, 영어: sectarianism)는 한 지역 내에 공존하는 둘 이상의 공동체적 정체성이 서로 분열되어 적극적으로 적대하는 상황을 말한다. 이에 따라 이들 간의 공통성을 넘어 문화적, 물리적으로 나타나는 강한 대립 의식이 초래된다. 명확한 정의에는 논쟁이 있지만 대체로 사회 내부에서 정치, 종교, 민족, 계급, 지역 등 다양한 층위에서 발생하는 집단 간 갈등을 의미한다. 대부분의 경우 종교나 정치 맥락에서 사용되지만 실제로는 더 복합적인 원인이 작용하기도 한다.

## 같이 보기
- 정체성 정치
- 분파
- 분열 (종교)
- 민족 청소
- 부족주의